# 1439
- Wikisource

| Calendário gregoriano                                                        | 1439 MCDXXXIX                                        |
| Ab urbe condita                                                              | 2192                                                 |
| Calendário arménio                                                           | 888 – 889                                            |
| Calendário bahá'í                                                            | -405 – -404                                          |
| Calendário budista                                                           | 1983                                                 |
| Calendário chinês                                                            | 4135 – 4136 Início a 15 de janeiro (aproximadamente) |
| Calendário copta                                                             | 1155 – 1156                                          |
| Calendário etíope                                                            | 1431 – 1432                                          |
| Calendários hindus - Vikram Samvat - Calendário nacional indiano - Cáli Iuga | 1494 – 1495 1360 – 1361 4539 – 4540                  |
| Calendário Holoceno                                                          | 11439                                                |
| Calendário islâmico                                                          | 843 – 844                                            |
| Calendário judaico                                                           | 5199 – 5200                                          |
| Calendário persa                                                             | 817 – 818                                            |
| Calendário rúnico                                                            | 1689                                                 |
| Calendário solar tailandês                                                   | 1982                                                 |

1439 (MCDXXXIX, na numeração romana) foi um ano comum do século XV do Calendário Juliano, da Era de Cristo, e a sua letra dominical foi D (53 semanas), teve início a uma quinta-feira e terminou também a uma quinta-feira.
| Ano completo                        |
| ----------------------------------- |
| Ano comum com início à quinta-feira |

## Eventos
- 2 de Julho - Carta-régia de passada por Pedro de Portugal, Duque de Coimbra, regente na menoridade de D. Afonso V, refere apenas sete ilhas nos Açores. Esse número foi aumentado para nove quando Pedro Vasquez de la Frontera e Diogo de Teive, em 1452, encontraram as ilhas das Flores e Corvo[1], então designadas como "Ilhas Floreiras".
- 2 de Julho - D. Afonso V de Portugal deu licença ao Infante D. Henrique para povoar as sete ilhas dos Açores, onde já mandara lançar ovelhas. No caso da ilha de São Miguel teriam sido lançados suínos na zona do Nordeste (Pico da Vara), gado vacum e caprino na Povoação, ovelhas e carneiros na região da Lagoa (Porto dos Carneiros).
- Amadeu VIII de Saboia, no Concílio de Basileia-Ferrara-Florença, é eleito papa como Félix V.
- Carta de Gabriel de Valseca (ou Valsequa) traz indicações sobre o arquipélago dos Açores: "Estas ilhas foram achadas por Diogo de Silves (ou Sunis?[2]) piloto de El-Rei de Portugal no ano de 1427".
- Início do povoamento da ilha de Santa Maria, Açores.
- Construção da primeira igreja nos Açores - a Matriz de Vila do Porto na ilha de Santa Maria, dedicada a Nossa Senhora da Assunção.

## Nascimentos
- 8 de Maio - Papa Pio III (m. 1503).

## Mortes
- 3 de Fevereiro - Pedro Fernández Portocarreiro, foi V senhor de Moguer e IV Senhor de Villanueva del Fresno, n. 1380.